# Snowboard-Weltcup 2002/03
Der FIS Snowboard-Weltcup 2002/03 begann am 12. September 2002 im chilenischen Valle Nevado und endete am 16. März 2003 im Schweizer Arosa. Bei den Männern wurden 39 Wettbewerbe, bei den Frauen wurden 32 Wettbewerbe ausgetragen. Die Gesamtweltcups sicherten sich der Kanadier Jasey-Jay Anderson und die Französin Karine Ruby.

## Männer

### Podestplätze
- PGS = Parallel-Riesenslalom
- PSL = Parallel-Slalom
- SBX = Snowboardcross
- HP = Halfpipe
- BA = Big Air

| Nr.                                                                      | Datum              | Austragungsort  | Disziplin | Sieger             | Zweiter            | Dritter            |
| ------------------------------------------------------------------------ | ------------------ | --------------- | --------- | ------------------ | ------------------ | ------------------ |
| 1.                                                                       | 12. September 2002 | Valle Nevado    | SBX       | Drew Neilson       | Xavier de Le Rue   | Jonte Grundelius   |
| 2.                                                                       | 13. September 2002 | Valle Nevado    | HP        | Andy Finch         | Jan Michaelis      | Antti Autti        |
| 3.                                                                       | 15. September 2002 | Valle Nevado    | PGS       | Lukas Grüner       | Mark Fawcett       | Chris Klug         |
| 4.                                                                       | 26. Oktober 2002   | Berlin          | BA        | Björn Lindgren     | Dmitrij Fiesienko  | Antti Autti        |
| 5.                                                                       | 29. Oktober 2002   | Sölden          | PGS       | Mathieu Bozzetto   | Felix Stadler      | Alexander Maier    |
| 6.                                                                       | 30. Oktober 2002   | Sölden          | PSL       | Mathieu Bozzetto   | Philipp Schoch     | Harald Walder      |
| 7.                                                                       | 1. Dezember 2002   | Laax            | HP        | Therry Brunner     | Xaver Hoffmann     | Magnus Sterner     |
| 8.                                                                       | 6. Dezember 2002   | Tandådalen      | PGS       | Dejan Košir        | Siegfried Grabner  | Jasey-Jay Anderson |
| 9.                                                                       | 6. Dezember 2002   | Tandådalen      | PSL       | Markus Ebner       | Mathieu Bozzetto   | Daniel Biveson     |
| 10.                                                                      | 7. Dezember 2002   | Tandådalen      | HP        | Magnus Sterner     | John Lönqvist      | Halvor Lunn        |
| 11.                                                                      | 7. Dezember 2002   | Tandådalen      | BA        | Andreas Jakobsson  | Erik Haugo         | Sami Tuoriniemi    |
| 12.                                                                      | 18. Dezember 2002  | Whistler        | PSL       | Mathieu Bozzetto   | Michael Dabringer  | Felix Stadler      |
| 13.                                                                      | 19. Dezember 2002  | Whistler        | HP        | Domu Narita        | Xaver Hoffmann     | Vinzenz Lüps       |
| 14.                                                                      | 20. Dezember 2002  | Stoneham        | PGS       | Mathieu Bozzetto   | Jasey-Jay Anderson | Gilles Jaquet      |
| 15.                                                                      | 20. Dezember 2002  | Stoneham        | PGS       | Philipp Schoch     | Gilles Jaquet      | Jasey-Jay Anderson |
| 16.                                                                      | 21. Dezember 2002  | Stoneham        | BA        | Risto Mattila      | Sami Tuoriniemi    | Vinzenz Lüps       |
| 17.                                                                      | 21. Dezember 2002  | Stoneham        | HP        | Vinzenz Lüps       | Magnus Sterner     | Justin Lamoureux   |
| 18.                                                                      | 3. Januar 2003     | Salzburg        | BA        | Jukka Erätuli      | Florian Mausser    | Sami Tuoriniemi    |
| 19.                                                                      | 5. Januar 2003     | Bad Gastein     | PSL       | Mathieu Bozzetto   | Philipp Schoch     | Urs Eiselin        |
| 13. bis 19. Januar 2003: Snowboard-Weltmeisterschaft 2003 in Kreischberg |                    |                 |           |                    |                    |                    |
| 20.                                                                      | 25. Januar 2003    | Berchtesgaden   | SBX       | Xavier de Le Rue   | Francesco Sandrini | Tom Velisek        |
| 21.                                                                      | 26. Januar 2003    | Berchtesgaden   | SBX       | Jasey-Jay Anderson | Mickael David      | Xavier de Le Rue   |
| 22.                                                                      | 29. Januar 2003    | Innichen        | SBX       | Jasey-Jay Anderson | Simone Malusà      | Mickael David      |
| 23.                                                                      | 1. Februar 2003    | München         | BA        | Jukka Erätuli      | Sami Tuoriniemi    | Jaakko Ruha        |
| 24.                                                                      | 4. Februar 2003    | Bad Gastein     | SBX       | Xavier de Le Rue   | Lukas Grüner       | Mario Fuchs        |
| 25.                                                                      | 5. Februar 2003    | Bad Gastein     | SBX       | Xavier de Le Rue   | Mickael David      | Sylvain Duclos     |
| 26.                                                                      | 8. Februar 2003    | Maribor         | PGS       | Nicolas Huet       | Siegfried Grabner  | Gilles Jaquet      |
| 27.                                                                      | 9. Februar 2003    | Maribor         | PSL       | Nicolas Huet       | Siegfried Grabner  | Mathieu Bozzetto   |
| 28.                                                                      | 14. Februar 2003   | Turyn           | BA        | Sami Tuoriniemi    | Jukka Erätuli      | Jaakko Ruha        |
| 29.                                                                      | 28. Februar 2003   | Sapporo         | HP        | Magnus Sterner     | Tommy Czeschin     | Domu Narita        |
| 30.                                                                      | 1. März 2003       | Sapporo         | PGS       | Mathieu Bozzetto   | Dejan Košir        | Jasey-Jay Anderson |
| 31.                                                                      | 1. März 2003       | Sapporo         | PSL       | Mathieu Bozzetto   | Daniel Biveson     | Felix Stadler      |
| 32.                                                                      | 2. März 2003       | Sapporo         | HP        | Xaver Hoffmann     | Antti Autti        | Tommy Czeschin     |
| 33.                                                                      | 7. März 2003       | Serre Chevalier | PGS       | Simon Schoch       | Markus Ebner       | Mathieu Bozzetto   |
| 34.                                                                      | 8. März 2003       | Serre Chevalier | HP        | Xaver Hoffmann     | Gary Zebrowski     | Crispin Lipscomb   |
| 35.                                                                      | 9. März 2003       | Serre Chevalier | PSL       | Daniel Biveson     | Michael Dabringer  | Mathieu Bozzetto   |
| 36.                                                                      | 13. März 2003      | Arosa           | HP        | Sergio Berger      | Xaver Hoffmann     | Gary Zebrowski     |
| 37.                                                                      | 14. März 2003      | Arosa           | PGS       | Jasey-Jay Anderson | Mathieu Bozzetto   | Dejan Košir        |
| 38.                                                                      | 15. März 2003      | Arosa           | BA        | Jukka Erätuli      | Florian Mausser    | Micael Lundmark    |
| 39.                                                                      | 16. März 2003      | Arosa           | SBX       | Drew Neilson       | Xavier de Le Rue   | Marco Huser        |

### Weltcupstände
| Rang | Name               | Punkte |
| ---- | ------------------ | ------ |
| 1.   | Jasey-Jay Anderson | 814    |
| 2.   | Markus Ebner       | 588    |
| 3.   | Lukas Grüner       | 411    |
| 4.   | Felix Stadler      | 406    |
| 5.   | Alexander Maier    | 357    |
| 6.   | Nicolas Huet       | 325    |
| 7.   | Mateusz Ligocki    | 308    |
| 8.   | Seth Wescott       | 226    |
| 9.   | Michael Dabringer  | 213    |
| 10.  | Alexander Koller   | 186    |

| Rang | Name               | Punkte |
| ---- | ------------------ | ------ |
| 1.   | Mathieu Bozzetto   | 11050  |
| 2.   | Dejan Košir        | 6370   |
| 3.   | Markus Ebner       | 5880   |
| 4.   | Gilles Jaquet      | 5530   |
| 5.   | Philipp Schoch     | 5490   |
| 6.   | Jasey-Jay Anderson | 5410   |
| 7.   | Felix Stadler      | 5270   |
| 8.   | Daniel Biveson     | 4900   |
| 9.   | Nicolas Huet       | 4860   |
| 10.  | Siegfried Grabner  | 4380   |

| Rang | Name               | Punkte |
| ---- | ------------------ | ------ |
| 1.   | Xavier de Le Rue   | 5200   |
| 2.   | Jasey-Jay Anderson | 3330   |
| 3.   | Mickael David      | 2960   |
| 4.   | Drew Neilson       | 2740   |
| 5.   | Sylvain Duclos     | 2440   |
| 6.   | Simone Malusà      | 1816   |
| 7.   | Guillaume Sachot   | 1810   |
| 8.   | Francesco Sandrini | 1758   |
| 9.   | Markus Ebner       | 1500   |
| 10.  | Lukas Grüner       | 1310   |

| Rang | Name             | Punkte |
| ---- | ---------------- | ------ |
| 1.   | Xaver Hoffmann   | 5660   |
| 2.   | Magnus Sterner   | 4400   |
| 3.   | Domu Narita      | 2560   |
| 4.   | Gary Zebrowski   | 2260   |
| 5.   | Vinzenz Lüps     | 1890   |
| 6.   | Risto Mattila    | 1820   |
| 7.   | Antti Autti      | 1720   |
| 8.   | Crispin Lipscomb | 1700   |
| 9.   | Jan Michaelis    | 1590   |
| 10.  | John Lönqvist    | 1525   |

| Rang | Name            | Punkte |
| ---- | --------------- | ------ |
| 1.   | Jukka Erätuli   | 4260   |
| 2.   | Sami Tuoriniemi | 4056   |
| 3.   | Florian Mausser | 2478   |
| 4.   | Jaakko Ruha     | 2410   |
| 5.   | Antti Autti     | 2000   |
| 6.   | Simon Ax        | 1950   |
| 7.   | Juho Manninen   | 1930   |
| 8.   | Risto Mattila   | 1844   |
| 9.   | Aleksi Vanninen | 1818   |
| 10.  | Mateusz Ligocki | 1620   |

## Frauen

### Podestplätze
| Nr.                                                                      | Datum              | Austragungsort  | Disziplin | Sieger                    | Zweiter                   | Dritter             |
| ------------------------------------------------------------------------ | ------------------ | --------------- | --------- | ------------------------- | ------------------------- | ------------------- |
| 1.                                                                       | 12. September 2002 | Valle Nevado    | SBX       | Ursula Fingerlos          | Déborah Anthonioz         | Marie Laissus       |
| 2.                                                                       | 13. September 2002 | Valle Nevado    | HP        | Maëlle Ricker             | Gretchen Bleiler          | Kelly Clark         |
| 3.                                                                       | 15. September 2002 | Valle Nevado    | PGS       | Nicolien Sauerbreij       | Ursula Bruhin             | Lisa Kosglow        |
| 4.                                                                       | 29. Oktober 2002   | Sölden          | PGS       | Isabelle Blanc            | Stacia Hookom             | Ursula Bruhin       |
| 5.                                                                       | 30. Oktober 2002   | Sölden          | PSL       | Ursula Bruhin             | Nicolien Sauerbreij       | Claudia Riegler     |
| 6.                                                                       | 1. Dezember 2002   | Laax            | HP        | Sōko Yamaoka              | Manuela Pesko             | Fabienne Reuteler   |
| 7.                                                                       | 6. Dezember 2002   | Tandådalen      | PGS       | Sara Fischer              | Ursula Bruhin             | Daniela Meuli       |
| 8.                                                                       | 6. Dezember 2002   | Tandådalen      | PSL       | Rosey Fletcher            | Ursula Bruhin             | Manuela Riegler     |
| 9.                                                                       | 7. Dezember 2002   | Tandådalen      | HP        | Kjersti Buaas             | Stine Brun Kjeldaas       | Silvia Mittermüller |
| 10.                                                                      | 17. Dezember 2002  | Whistler        | HP        | Manuela Pesko             | Lori Glazier              | Mercedes Nicoll     |
| 11.                                                                      | 18. Dezember 2002  | Whistler        | PSL       | Maria Kirchgasser-Pichler | Heidi Krings              | Heidi Neururer      |
| 12.                                                                      | 20. Dezember 2002  | Stoneham        | PGS       | Sara Fischer              | Aprilia Hägglöf           | Heidi Neururer      |
| 13.                                                                      | 21. Dezember 2002  | Stoneham        | PGS       | Ursula Bruhin             | Daniela Meuli             | Marion Posch        |
| 14.                                                                      | 21. Dezember 2002  | Stoneham        | HP        | Heidi Kurkinen            | Manuela Pesko             | Andrea Schuler      |
| 15.                                                                      | 5. Januar 2003     | Bad Gastein     | PSL       | Isabelle Blanc            | Sara Fischer              | Rosey Fletcher      |
| 13. bis 19. Januar 2003: Snowboard-Weltmeisterschaft 2003 in Kreischberg |                    |                 |           |                           |                           |                     |
| 16.                                                                      | 25. Januar 2003    | Berchtesgaden   | SBX       | Olivia Nobs               | Julie Pomagalski          | Doresia Krings      |
| 17.                                                                      | 26. Januar 2003    | Berchtesgaden   | SBX       | Karine Ruby               | Ursula Fingerlos          | Morgane Fleury      |
| 18.                                                                      | 29. Januar 2003    | Innichen        | SBX       | Karine Ruby               | Marie Laissus             | Morgane Fleury      |
| 19.                                                                      | 4. Februar 2003    | Bad Gastein     | SBX       | Karine Ruby               | Déborah Anthonioz         | Emmanuelle Duboc    |
| 20.                                                                      | 5. Februar 2003    | Bad Gastein     | SBX       | Déborah Anthonioz         | Olivia Nobs               | Emmanuelle Duboc    |
| 21.                                                                      | 8. Februar 2003    | Maribor         | PGS       | Julie Pomagalski          | Daniela Meuli             | Isabelle Blanc      |
| 22.                                                                      | 9. Februar 2003    | Maribor         | PSL       | Nicolien Sauerbreij       | Heidi Renoth              | Julie Pomagalski    |
| 23.                                                                      | 28. Februar 2003   | Sapporo         | PGS       | Sara Fischer              | Heidi Renoth              | Heidi Krings        |
| 24.                                                                      | 1. März 2003       | Sapporo         | HP        | Lesley McKenna            | Natasza Zurek             | Manuela Pesko       |
| 25.                                                                      | 1. März 2003       | Sapporo         | PSL       | Doresia Krings            | Manuela Riegler           | Marion Posch        |
| 26.                                                                      | 2. März 2003       | Sapporo         | HP        | Hannah Teter              | Natasza Zurek             | Tricia Byrnes       |
| 27.                                                                      | 7. März 2003       | Serre Chevalier | PGS       | Heidi Krings              | Julie Pomagalski          | Ursula Fingerlos    |
| 28.                                                                      | 8. März 2003       | Serre Chevalier | HP        | Nicola Pederzolli         | Sophie Rodriguez          | Paulina Ligocka     |
| 29.                                                                      | 9. März 2003       | Serre Chevalier | PSL       | Isabelle Blanc            | Ursula Bruhin             | Nicolien Sauerbreij |
| 30.                                                                      | 13. März 2003      | Arosa           | HP        | Anna Olofsson             | Nicola Pederzolli         | Manuela Pesko       |
| 31.                                                                      | 14. März 2003      | Arosa           | PGS       | Ursula Bruhin             | Maria Kirchgasser-Pichler | Heidi Neururer      |
| 32.                                                                      | 15. März 2003      | Arosa           | SBX       | Olivia Nobs               | Tanja Frieden             | Karine Ruby         |

### Weltcupstände
| Rang | Name              | Punkte |
| ---- | ----------------- | ------ |
| 1.   | Karine Ruby       | 756    |
| 2.   | Doresia Krings    | 621    |
| 3.   | Ursula Fingerlos  | 613    |
| 4.   | Manuela Riegler   | 489    |
| 5.   | Doris Günther     | 471    |
| 6.   | Julie Pomagalski  | 403    |
| 7.   | Claudia Riegler   | 394    |
| 8.   | Heidi Krings      | 382    |
| 9.   | Nicola Pederzolli | 357    |
| 10.  | Lesley McKenna    | 356    |

| Rang | Name                      | Punkte |
| ---- | ------------------------- | ------ |
| 1.   | Ursula Bruhin             | 8910   |
| 2.   | Nicolien Sauerbreij       | 6240   |
| 3.   | Heidi Renoth              | 6080   |
| 4.   | Heidi Krings              | 5800   |
| 5.   | Isabelle Blanc            | 5660   |
| 6.   | Sara Fischer              | 5300   |
| 7.   | Manuela Riegler           | 5270   |
| 8.   | Maria Kirchgasser-Pichler | 5040   |
| 9.   | Heidi Neururer            | 4830   |
| 10.  | Daniela Meuli             | 3840   |

| Rang | Name              | Punkte |
| ---- | ----------------- | ------ |
| 1.   | Karine Ruby       | 4600   |
| 2.   | Olivia Nobs       | 3970   |
| 3.   | Déborah Anthonioz | 3960   |
| 4.   | Ursula Fingerlos  | 2950   |
| 5.   | Marie Laissus     | 2560   |
| 6.   | Doresia Krings    | 2470   |
| 7.   | Doris Günther     | 2130   |
| 8.   | Emmanuelle Duboc  | 2030   |
| 9.   | Morgane Fleury    | 1900   |
| 10.  | Tanja Frieden     | 1490   |

| Rang | Name                | Punkte |
| ---- | ------------------- | ------ |
| 1.   | Manuela Pesko       | 4250   |
| 2.   | Sōko Yamaoka        | 2870   |
| 3.   | Paulina Ligocka     | 2860   |
| 4.   | Nicola Pederzolli   | 2800   |
| 5.   | Lesley McKenna      | 2750   |
| 6.   | Heidi Kurkinen      | 2440   |
| 7.   | Silvia Mittermüller | 2370   |
| 7.   | Andrea Schuler      | 2370   |
| 9.   | Anna Olofsson       | 2250   |
| 10.  | Anna Hellman        | 2210   |